# Kamerun na Letnich Igrzyskach Olimpijskich 1996
Kamerun na Letnich Igrzyskach Olimpijskich 1996 reprezentowało 15 zawodników: 11 mężczyzn i 4 kobiety. Był to dziewiąty start reprezentacji Kamerunu na letnich igrzyskach olimpijskich.

## Skład kadry

### Boks
Mężczyźni
- Elvis Konamegui - waga piórkowa (do 57 kg) - 17. miejsce,
- Ernest Atangana Mboa - waga półśrednia (do 67 kg) - 17. miejsce,
- Bertrand Tietsia - waga średnia (do 75 kg) - 9. miejsce,
- Paul Mbongo - waga półciężka (do 91 kg) - 9. miejsce

### Judo
Mężczyźni
- Serge Biwole Abolo - waga do 86 kg - 13. miejsce

### Lekkoatletyka
Mężczyźni
- Benjamin Sirimou - bieg na 100 m - odpadł w eliminacjach,
- Benjamin Sirimou - bieg na 200 m - odpadł w eliminacjach,
- Benjamin Sirimou, Alfred Moussambani, Aimé-Issa Nthépé, Claude Toukéné-Guébogo - sztafeta 4 x 100 m - odpadli w eliminacjach,

Kobiety
- Myriam Mani - bieg na 100 m - odpadła w eliminacjach,
- Georgette N'Koma - bieg na 200 m - odpadła w eliminacjach,
- Myriam Mani, Georgette N'Koma, Edwige Abéna Fouda, Sylvie Mballa Eloundou - sztafeta 4 x 100 m - odpadły w eliminacjach

### Podnoszenie ciężarów
Mężczyźni
- Samson N'Dicka-Matam - waga do 64 kg - 25. miejsce

### Zapasy
Mężczyźni
- Anthony Avon Blume - styl wolny, waga do 64 kg - 20. miejsce